# Саратовгорэлектротранс
МУПП «Саратовгорэлектротра́нс» — муниципальное унитарное производственное предприятие. Выполняет городские пассажирские перевозки трамваями и троллейбусами на территории муниципального образования «Город Саратов».
По состоянию на 2021 год, обслуживает в общей сложности 23 маршрут (13 троллейбусных и 10 трамвайных), эксплуатирует 210 троллейбусов большой вместимости, 195 трамвайных вагонов.

## История

### Начало
История предприятия не отделима от истории саратовского трамвая. В январе 1918 года трамвайное хозяйство было изъято у бельгийской «Взаимной компании трамваев», которой оно было передано в 1905 году (в то время в Саратове работала только конная железная дорога) и национализировано. Формальной причиной была неспособность бельгийцев эффективно управлять трамваем вследствие больших издержек компании (в это время шла Первая мировая война). Первым руководителем городского трамвая стал Алексей Михайлович Золин. Однако сложности в работе хозяйства продолжались. В городе было недостаточно электроэнергии для функционирования трамвая и в 1919 году сначала закрылось пассажирское трамвайное движение, а потом и грузовое.
Уже к 1921 году подавляющее большинство единиц подвижного состава находилось в нерабочем состоянии, к тому же произошёл пожар в трамвайном депо. Но, несмотря на сложности, 1 августа 1921 года пассажирское движение снова возобновилось.
Справочник «Весь Саратов в кармане» за 1926 год говорит о работе «Управления городским освещением и трамваем» следующее (орфография сохранена):

Саратовский коммунальный трест
Управление Саратовских городских трамваев и освещения имени В. И. Ленина.
Угол Астраханской и Большой Казачьей. Дежурный телефон 1-40, отдел освещения тел. 5-11.
- Заведующий управлением т. Гордеев Д. В., телефон 4-37.
- Начальник технической службы инженер т. Шендель Г. Г., тел. 1-40, 5-11.
- Заведующий городским отделом трамвая тов. Поляков К. Н.
- Заведующий техническим отделом освещения т. Стульников В. Н.
- Заведующий коммерческим отделом освещения т. Баженов А. И.

Предприятие работает на хозяйственном расчёте и достигло больших результатов. Работает безубыточно и восстанавливает упавшее за годы войны хозяйство, особенно трамвайное движение (парк и линия).
В эксплуатации управления находится центральная электростанция с двумя блок-станциями: при городском театре и при народном дворце.
Электро-станция постоянного тока, мощностью 2100 к.у., обслуживает городские нужды и подаёт тяговую силу для движения трамваев.
Для удовлетворения всех нужд города мощность станции недостаточна.
Осветительная нагрузка для станции более чем достаточна, поэтому и в силу вопроса об эксплуатации, особенно рабочих кварталов и удовлетворения всех нужд вообще, перед управлением стоит задача расширить станцию, что и будет сделано при первой возможности. Шаги к расширению станции уже намечены.
Трамвайное движение в годы гражданской войны, голода приходило в невероятный упадок. До 1914 года имелось __ годных трамвайных вагонов. В 1921 году их стало только __. Затем наметилось быстрое восстановление и к данному времени имеется 59 моторных, 18 прицепок и 19 платформ. Движение трамваев в ближайшее время будет проводиться по всем линиям.
Хозяйство электрического освещения и трамвая стало на твёрдую почву и с каждым годом улучшается и расширяется.

Альманах-справочник «Весь Саратов» за 1925 год дополняет сведения, сообщая: 
 …в операционный план эксплуатации трамвая включены следующие городские линии: Ленинская, Республиканская, Ильинская, Советская, Александровская, Монастырская, 2-я Горная и кроме того на летний сезон Дачная с общим количеством моторных вагонов до 44-х и до 12-ти прицепных и приблизительным пробегом подвижного состава в 2 350 000 километров.

Также в альманахе, в разделе «реклама» упомянута стоимость проезда:
За проезд по трамваю взимается плата — по городским линиям: постанционно — 5 коп. с человека; полинейно — 7 коп. с человека; провоз багажа — 3 коп. с места.
В течение 1920-х и 1930-х трамвай в Саратове развивался. К 1940 году на балансе предприятия находилось 167 единиц подвижного состава.

### Военные и послевоенные годы
В годы Великой Отечественной войны основными сотрудниками предприятия являлись женщины, дети, пенсионеры и комиссованные фронтовики. Были организованы трамвайные поезда для перевозки раненных. В январе 1943 года Центральная электроподстанция Саратова прекратила подачу электричества в связи с перебоями в поставках мазута. Из 15-ти маршрутов в городе работал только 1.
В послевоенные годы перед предприятием стояла очень сложная задача — необходимо было полностью восстановить трамвайное хозяйство города. Саратовское трамвайное управление уже к началу 1950-х имело на балансе 86 моторных и 51 прицепной вагон.
6 ноября 1952-го года в Саратове начал движение троллейбус, который вытеснял трамвай с центральных улиц Саратова. Управлялось трамвайное и троллейбусное движение одним предприятием — в то время Трамвайно-троллейбусное управление. В послевоенные годы были как периоды упадка электротранспорта, так и периоды его расцвета. Так в 1964 году открылось троллейбусное движение в Энгельсе и по только что открытому мосту через Волгу. Вся система была единой и имела сквозную нумерацию маршрутов. 3 ноября 1967 года открыта балаковская троллейбусная система.

### Работа в 90-е годы
С распадом СССР и общим кризисом трамвай и троллейбус снова пришли в упадок после нескольких пятилеток успешной работы. В начале 1990-х работало 3 трамвайных депо, 3 троллейбусных депо и готовилось строительство четвёртого троллейбусного депо в Заводском районе Саратова. За кризисные и посткризисные годы подвижной состав и путевое хозяйство устарели как морально, так и физически. Строительство четвёртого троллейбусного депо было заморожено, а третье (ленинское) трамвайное депо было закрыто. Энгельсская троллейбусная система была передана МУП «Пассажирские перевозки», г. Энгельс, а балаковская — МУП «Балаковоэлектротранс». В Саратове закрыты трамвайные маршруты 1, 15 (вместо трамвайного маршрута 15 был введён троллейбус с тем же номером, частично повторяющий маршрут движения трамвая, а обещания открыть троллейбус вместо трамвая № 1 так и не были реализованы). Закрыт троллейбусный маршрут № 13 и частично демонтирована его контактная сеть. Долгое время не работал троллейбусный маршрут № 2а.

## Предприятие сегодня
В 2008 году в Саратове отмечалось 100-летие саратовского трамвая. Впервые за 15 лет Саратов получил новые трамваи, новой модели — 20 вагонов КТМ-19. Это позволило существенно обновить подвижной состав маршрута № 3 (новые вагоны ходят только по данному маршруту, как по наиболее напряжённому в городе). За 2008—2009 годы существенно обновлён троллейбусный парк. Выпуск троллейбусов увеличен на маршрутах № 3, 4, 11, 15, 16), однако ни одного нового маршрута не было введено.
За последние годы «Саратовгорэлектротранс» помимо основной функции — перевозки пассажиров электротранспортом, начал занимать и важные позиции в перевозке пассажиров автобусами малой и средней вместимости. Все направления маршрутных такси, дублирующие трамвайные и троллейбусные маршруты (такие как 54, 76, 77, 79, 82 и пр.), были переданы «Саратовгорэлектротрансу», что, по словам генерального директора МУП Роберта Винькова, приносит основную части прибыли предприятию.
В июле 2009 года предприятие получило 6 автобусов большой вместимости «МАЗ-103» для работы на автобусном маршруте 90 (на торжественном вручении автобусов 7 июля депутат Саратовской городской думы Андрей Иващенко заявил, что «Саратовгорэлектротранс» стал главным перевозчиком Саратова).
Генеральным директором с 2005 по 2010 год был Роберт Виньков. 1 сентября 2010 года он подал в отставку в связи с несогласием с городскими властями в вопросе развития электротранспорта в Саратове. 7 сентября 2010 года исполняющим обязанности генерального директора назначен депутат саратовской городской думы Сергей Крайнов, однако в мае 2011 года на должность генерального директора вернулся Роберт Рудольфович Виньков. 6 октября 2015 года Роберт Виньков написал заявление об уходе с должности по собственному желанию. Новым генеральным директором назначен Константин Касьянов. Об этом сообщила, 7 октября 2015 года, пресс-служба мэрии. Кадровое назначение уже утвердил глава администрации Саратова Александр Буренин. Однако в декабре 2017 года на должность генерального директора вернулся Роберт Рудольфович Виньков.
Сегодня «Саратовгорэлектротранс» обслуживает 10 трамвайных и 12 троллейбусных маршрутов. Протяжённость трамвайных маршрутов составляет 158,9 км, троллейбусных — 181,2 км.
В Кировском трамвайном депо базируется уникальный трамвай модели «Х», которому в этом году исполняется 83 года. К сожалению, вагон пока не работает и находится на ремонте.

## Перспективы развития
Подготовлен проект комплексного развития транспортной инфраструктуры Саратова до 2030 года
В соответствии с ним, в 2020 году планировалось
— отделение от автодорог трамвайных линий на ул. Советской, в Мирном переулке, на ул. Вавилова, Слонова, Ст. Разина, Астраханской, Танкистов, Огородной, Азина, 7-й Нагорной (под железнодорожными путепроводами), в том числе на ул. Вавилова и в Мирном переулке от ул. Люкшина до Вавилова — запрет движения автотранспорта с созданием трамвайно-пешеходных улиц, - НЕ ВЫПОЛНЕНО
— строительство трамвайных путей на поворотах с ул. Б. Горной на ул. Танкистов, с ул. Азина на ул. Тульскую, с ул. Огородной на ул. Усиевича (однопутный, у Заводского депо), с ул. Астраханской на Кутякова (однопутный), строительство прямого участка на ул. Барнаульской у ост. "Стадион «Волга», - НЕ ВЫПОЛНЕНО
— сооружение остановочных платформ на трамвайных и троллейбусных остановках в центре города - НЕ ВЫПОЛНЕНО.
На следующие за текущим годы запланирована реконструкция трамвайных путей всего города и сопутствующие мероприятия (например, сооружение временной диспетчерской трамвая № 11 на 6-м квартале в 2021 году) - НЕ ВЫПОЛНЕНО.
В отдаленной перспективе планируется строительство трамвайных линий в пос. Солнечном, сооружение контактной сети для электробуса с динамической подзарядкой (троллейбуса с увеличенным автономным ходом), который должен поехать в пос. Юбилейный.

## Галерея

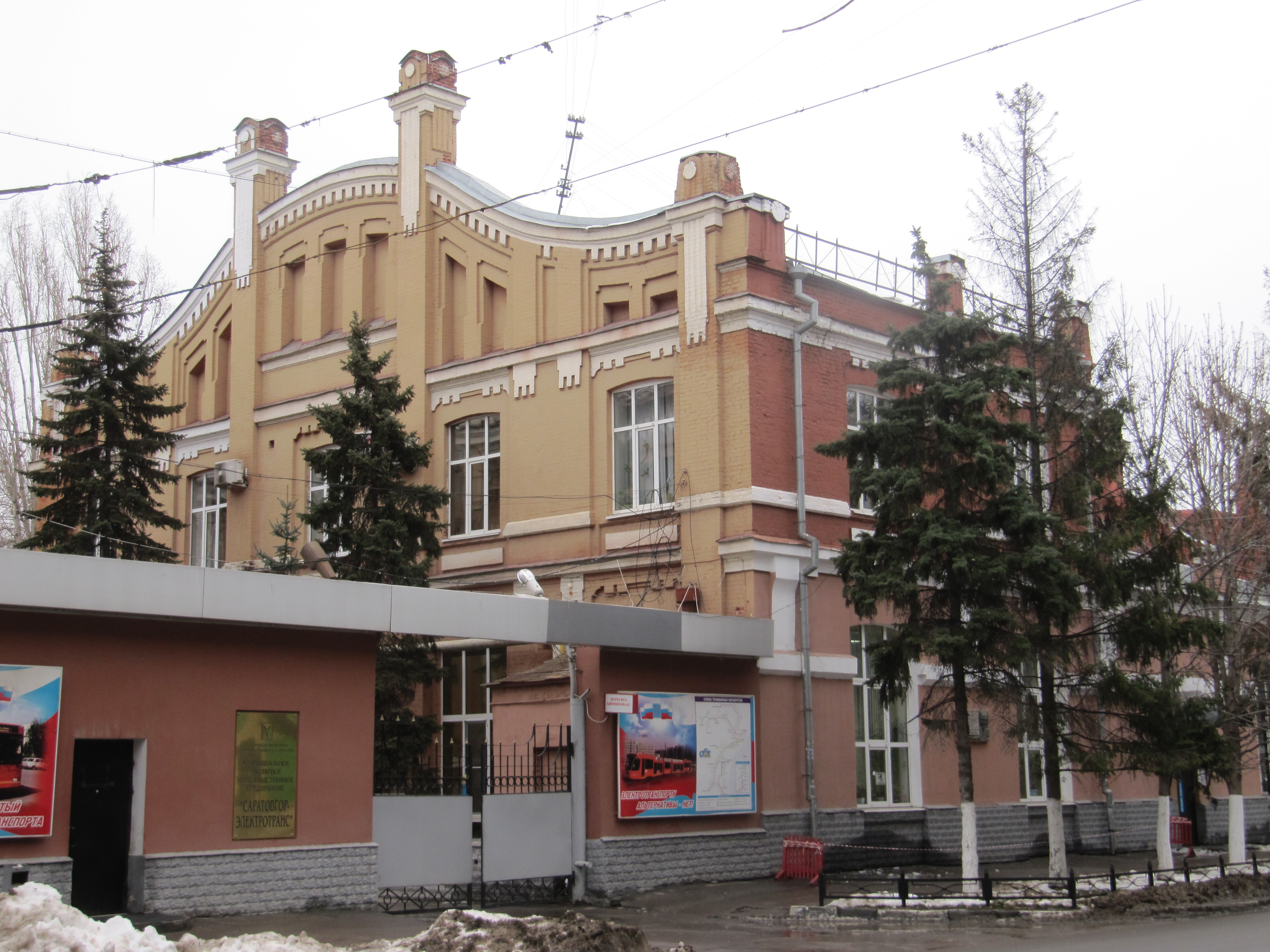
Вид с ул. Б.Казачья
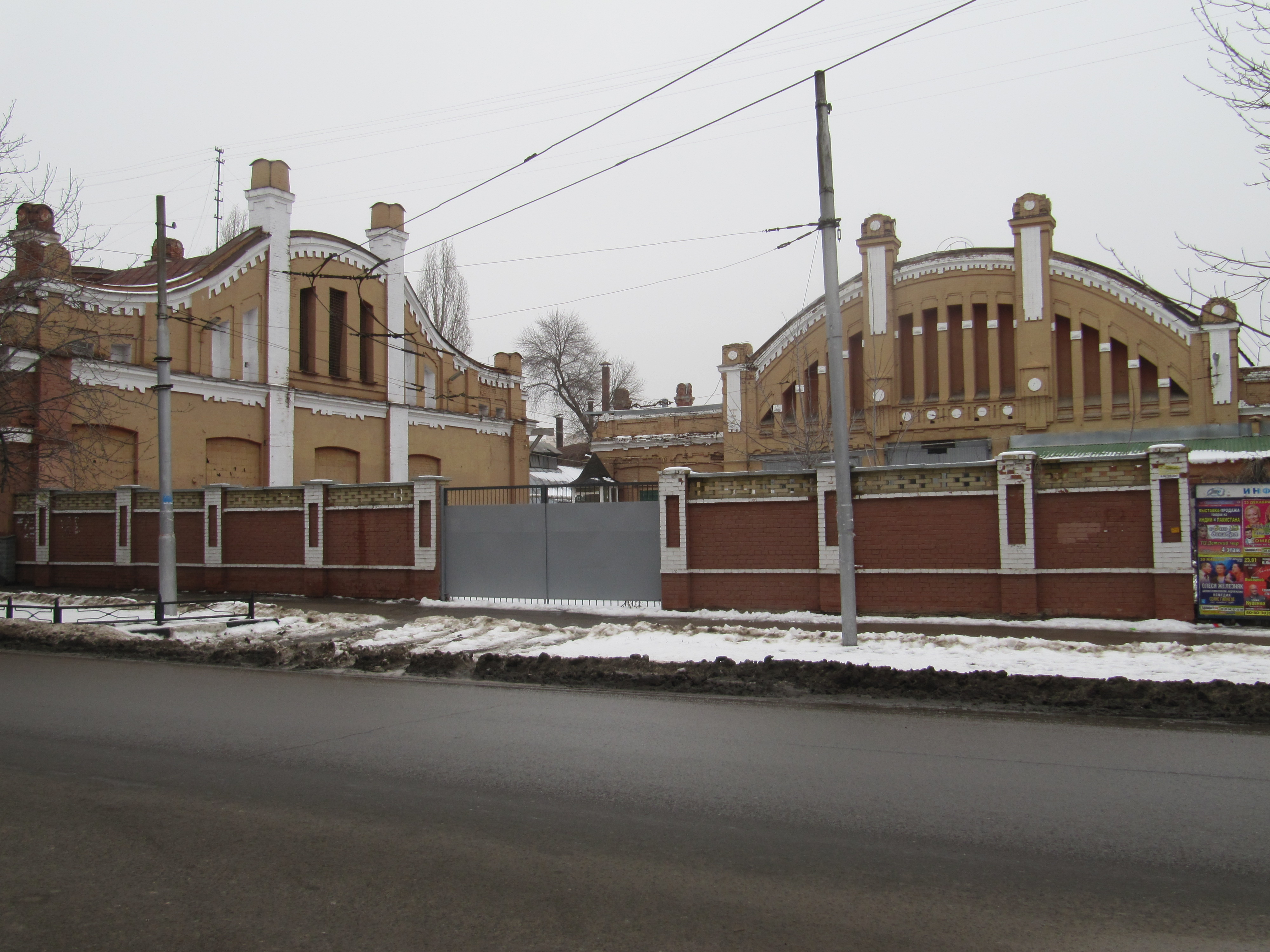
Вид с ул. Б.Казачья
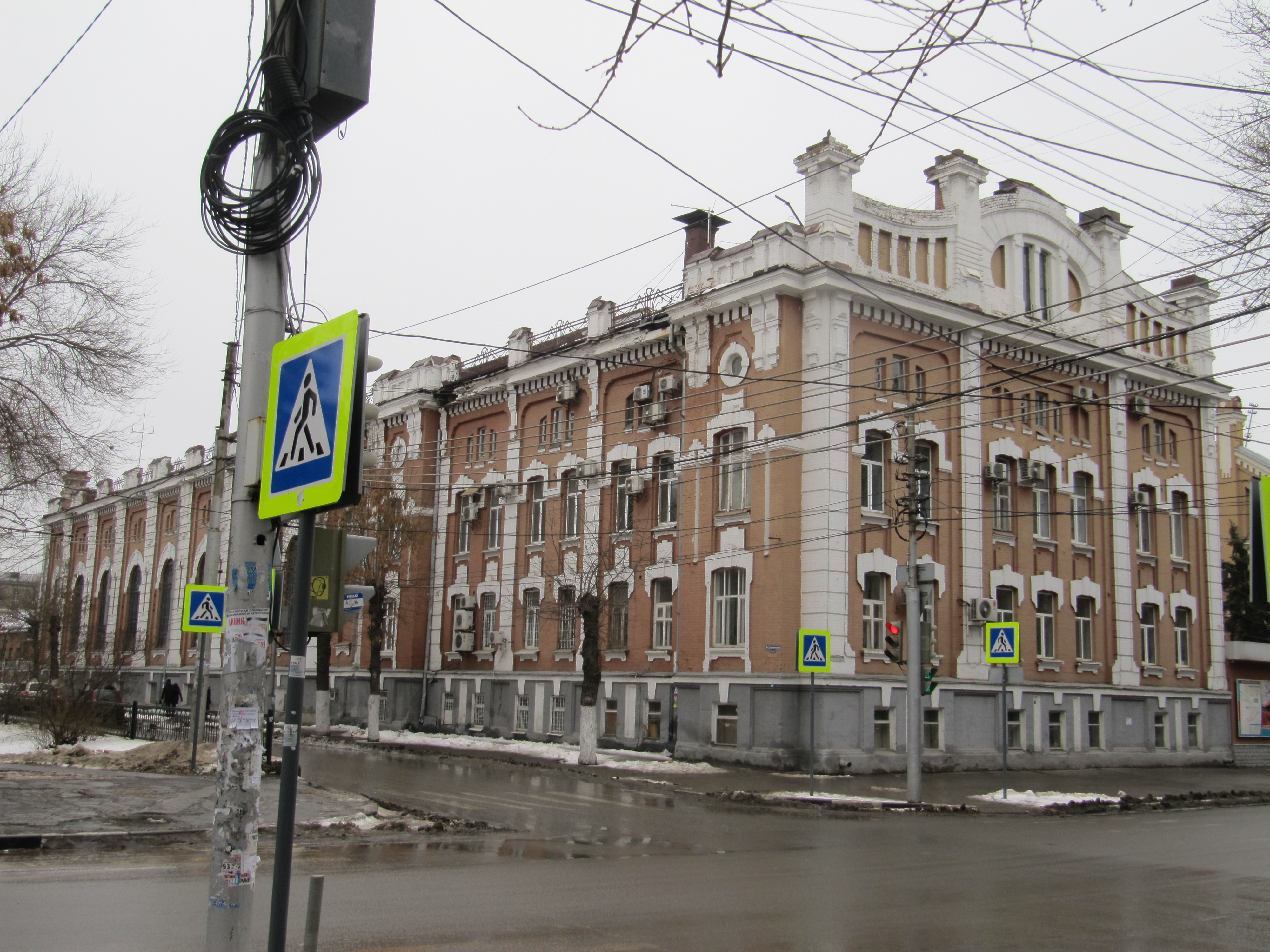
Вид с угла ул. Б.Казачья и Астраханская
Мемориальная плита Ковпак С.А.

## Структура предприятия
МУПП «СГЭТ» на сегодняшний день[когда?] имеет в своей структуре:
- Кировское трамвайное депо (№ 1) (обслуживает маршруты 3, 4, 6, 11);
- Заводское трамвайное депо (№ 2) (обслуживает маршруты 2, 5, 7, 8, 9, 10);
- Кировское троллейбусное депо (№ 1) (обслуживает маршруты 1, 2, 2а, 3, 4, 15, 16, 109);
- Ленинское троллейбусное депо (№ 2) (обслуживает маршруты 5, 5А, 7, 10, 11);

## Социальные программы
В связи с празднованием 100-летия открытия трамвайного движения в Саратове, «Саратовгорэлектротранс» проводил несколько мероприятий, среди который конкурс детского рисунка, проводилась лотерея среди пассажиров электротранспорта, когда лотерейным билетом был талон на проезд в трамвае или троллейбусе.